# Александер Баумгартен
Александер Готлиб Баумгартен (на немски: Alexander Gottlieb Baumgarten) e германски философ.

## Биография
Роден е на 17 юли 1714 в Берлин, Прусия, петият от седемте сина на гарнизонския пастор Якоб Баумгартен и съпругата му Розина Елизабет. Рано загубва родителите си и отива в семинария в Хале. Следва теология, философия, реторика и поетика в университета в Хале. След това става доцент по поетика и логика в сиропиталището, което е посещавал. С докторската си работа Meditationes philosophicae de nonnullis ad poema pertinentibus (1735) той основава естетиката в Германия като самостоятелна философска дисциплина – като паралелна дисциплина към логиката.
През 1737 г. е частен доцент по философия в университет Хале. През 1740 г. е професор в университета във Франкфурт на Одер. Книгата му „Metaphysica“ излиза от печат през 1739 г., „Ethica philosophica“ през 1740 г. Първият том на неговата книга „Aesthetica“ излиза през 1750 г., вторият том – 1758 г. Една година преди смъртта му излиза „Acroasis logica“ (1761).
След смъртта му излиза от печат, през 1770 г., произведението му „Philosophia generalis“.
Имануел Кант използва за лекциите си по метафизика и практическа философия книгите на Баумгартен Metaphysica (от 1757 г.) и Initia philosophiae practicae primae (от 1760 г.).

## Произведения
- Dissertatio chorographica, Notiones superi et inferi, indeque adscensus et descensus, in chorographiis sacris occurentes, evolvens (1735)
- Meditationes philosophicae de nonnullis ad poema pertinentibus (1735) – §§ I-XI
- De ordine in audiendis philosophicis per triennium academicum quaedam praefatus acroases proximae aestati destinatas indicit Alexander Gottlieb Baumgarten (1738)
- Metaphysica Архив на оригинала от 2009-05-18 в Wayback Machine. (1739) (Faksimiles Архив на оригинала от 2016-01-21 в Wayback Machine.)
- Ethica philosophica (1740)
- Alexander Gottlieb Baumgarten eröffnet Einige Gedancken vom vernünfftigen Beyfall auf Academien, und ladet zu seiner Antritts-Rede [...] ein (1740)
- Serenissimo potentissimo principi Friderico, Regi Borussorum marchioni brandenburgico S. R. J. archicamerario et electori, caetera, clementissimo dominio felicia regni felicis auspicia, a d. III. Non. Quinct. 1740 (1740)
- Philosophische Briefe von Aletheophilus (1741)
- Scriptis, quae moderator conflictus academici disputavit, praefatus rationes acroasium suarum Viadrinarum reddit Alexander Gottlieb Baumgarten (1743)
- Aesthetica (1750 – 58)
- Initia Philosophiae Practicae. Primae Acroamatice Архив на оригинала от 2011-07-16 в Wayback Machine. (1760) (Faksimiles[неработеща препратка])
- Acroasis logica in Christianum L.B. de Wolff (1761)
- Ius naturae (postum 1763)
- Sciagraphia encyclopaedia philosophicae (hg. postum Johs. Christian Foerster 1769)
- Philosophia generalis (hg. postum Johs. Christian Foerster 1770)
- Alex. Gottl. Baumgartenii Praelectiones theologiae dogmaticae (hg. postum Salomon Semmler (1773)
- Metaphysica (übers. Georg Friedrich Meier 1776)
- Gedanken über die Reden Jesu nach dem Inhalt der evangelischen Geschichten (hg. postum F.G. Scheltz & A.B. Thiele; 1796 – 97)